# Anna Koumantou
Anna Koumantou (født 3. december 1982 i Grækenland) er en tidligere kvindelig tennisspiller fra Grækenland.
Anna Koumantou højeste rangering på WTA single rangliste var som nummer 573, hvilket hun opnåede 11. juni 2007. I double er den bedste placering nummer 263, hvilket blev opnået 25. februar 2008. 